# Championnats d'Europe de cyclisme sur route 2013
Navigation
Édition précédente Édition suivante
Les Championnats d'Europe de cyclisme sur route 2013 se sont déroulés du 18 juillet au 21 juillet 2013, à Olomouc en République tchèque.

## Compétitions
| Jeudi 18 juillet - 11 h 00 Hommes - Juniors, 22 km - 15 h 30 Femmes - moins de 23 ans, 22 km Vendredi 19 juillet - 11 h 00 Femmes - Juniors, 18 km - 15 h 30 Hommes - moins de 23 ans, 34 km | Samedi 20 juillet - 9 h 30 Hommes - Juniors, 126 km - 13 h 30 Femmes - moins de 23 ans, 126 km Dimanche 21 juillet - 10 h 00 Hommes - moins de 23 ans, 165 km - 15 h 00 Femmes - Juniors, 75 km |

## Résultats

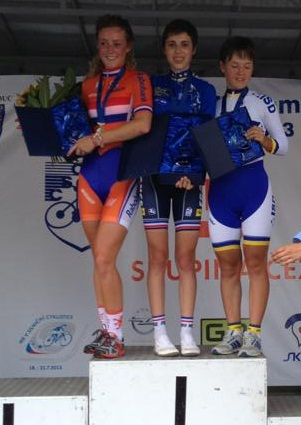
Podium du contre-la-montre féminin juniors.

| Compétitions             | Or                          | Temps           | Argent                     | Temps        | Bronze                      | Temps        |
| Hommes - moins de 23 ans |                             |                 |                            |              |                             |              |
| Course en ligne          | Sean De Bie Belgique        | 4 h 19 min 02 s | Petr Vakoč Tchéquie        | m.t          | Toms Skujiņš Lettonie       | m.t          |
| Contre-la-montre         | Victor Campenaerts Belgique | 30 min 37 s     | Oleksandr Golovash Ukraine | + 7 s        | Jasha Sütterlin Allemagne   | + 25 s       |
| Hommes - Juniors         |                             |                 |                            |              |                             |              |
| Course en ligne          | Franck Bonnamour France     | 3 h 18 min 28 s | Élie Gesbert France        | + 22 s       | Mathias Van Gompel Belgique | + 46 s       |
| Contre-la-montre         | Nikolay Cherkasov Russie    | 27 min 45 s     | Igor Decraene Belgique     | + 1 s        | Rémi Cavagna France         | + 42 s       |
| Femmes - moins de 23 ans |                             |                 |                            |              |                             |              |
| Course en ligne          | Susanna Zorzi Italie        | 3 h 47 min 01 s | Francesca Cauz Italie      | + 1 min 00 s | Hanna Solovey Ukraine       | + 1 min 05 s |
| Contre-la-montre         | Hanna Solovey Ukraine       | 28 min 38 s     | Rossella Ratto Italie      | + 1 min 35 s | Kseniya Dobrynina Russie    | + 1 min 51 s |
| Femmes - Juniors         |                             |                 |                            |              |                             |              |
| Course en ligne          | Greta Richioud France       | 2 h 16 min 46 s | Séverine Eraud France      | + 3 s        | Ksenia Tuhai Biélorussie    | + 3 s        |
| Contre-la-montre         | Séverine Eraud France       | 20 min 48 s     | Floortje Mackaij Pays-Bas  | + 13 s       | Olena Demydova Ukraine      | + 15 s       |

## Tableau des médailles
| Rang  | Nation      | Or | Argent | Bronze | Total |
| ----- | ----------- | -- | ------ | ------ | ----- |
| 1     | France      | 3  | 2      | 1      | 6     |
| 2     | Belgique    | 2  | 1      | 1      | 4     |
| 3     | Italie      | 1  | 2      | 0      | 3     |
| 4     | Ukraine     | 1  | 1      | 2      | 4     |
| 5     | Russie      | 1  | 0      | 1      | 2     |
| 6     | Pays-Bas    | 0  | 1      | 0      | 1     |
| 6     | Tchéquie    | 0  | 1      | 0      | 1     |
| 8     | Allemagne   | 0  | 0      | 1      | 1     |
| 8     | Biélorussie | 0  | 0      | 1      | 1     |
| 8     | Lettonie    | 0  | 0      | 1      | 1     |
| Total | Total       | 8  | 8      | 8      | 24    |